# Gott der Herr ist Sonn' und Schild
 Gott der Herr ist Sonn' und Schild (in tedesco, "Il Signore Iddio è sole e scudo"), BWV 79,  è una cantata sacra di Johann Sebastian Bach.

## Storia
Venne composta nel 1725 a Lipsia per la Festa della Riforma, e la prima esecuzione ebbe luogo il 31 ottobre 1725.
Le letture previste per quel giorno erano:  Tessalonicesi 2: 3-8 e Apocalisse  14: 6-8.
Il testo è di autori vari: quello del primo movimento viene dal libro dei Salmi (84: 11), del secondo, quarto e quinto movimento non si conosce l'autore;  il terzo movimento ha testo scritto da Martin Rinckart (la prima stanza del corale Nun danket alle Gott) e infine il sesto movimento è su libretto di Ludwig Helmbold (l'ottava stanza del corale Nun lasst uns Gott dem Herren, con melodia di Nikolaus Selnecker).

## Organico
Il manoscritto richiede: soprano, contralto, tenore e basso, oltre a un coro misto.
L'orchestra è costituita da due corni, timpani, due oboi, archi, basso continuo.
Per la seconda esecuzione della cantata, avvenuta probabilmente cinque anni dopo, Carl Philipp Emanuel Bach aggiunse anche la parte del flauto traversiere.
Esso sostituiva il primo oboe, così che in alcuni movimenti suonava da solo (ad esempio nel secondo movimento),  o in altri suonava assieme all'oboe secondo (come il primo, terzo e sesto movimento).

## Struttura
La cantata è costituita da sei movimenti:
1. Coro: Gott, der Herr, ist Sonn' und Schild, per tutti.
2. Aria: Gott ist unser Sonn' und Schild, per contralto), oboe (o flauto) e basso continuo.
3. Corale: Nun danket alle Gott, per tutti.
4. Recitativo:  Gottlob! Wir wissen den rechten Weg zur Seligkeit, per basso e basso continuo.
5. Duetto: Gott, ach Gott, verlass die Deinen nimmermehr, per soprano e basso e violini.
6. Corale: Erhalt uns in der Wahrheit, per tutti.

Bach impiegò la musica del primo movimento di questa cantata nel Gloria della sua Messa in sol maggiore (BWV 236), mentre il quarto movimento della messa (Domine Deus) è una parodia del quinto movimento della cantata. Della sua Messa in la maggiore (BWV 234), la musica del quinto movimento è la stessa dell'aria del contralto Gott ist unser Sonn und Schild.